# اولگا بوریاسینا
اولگا بوریاسینا (روسی: Ольга Валентиновна Бурякина؛ زادهٔ ۱۷ مارس ۱۹۵۸) بازیکن بسکتبال اهل اتحاد جماهیر شوروی سوسیالیستی است.